# Carbonato de cobalto(II)
Carbonato de cobalto (II) ou carbonato cobaltoso é o composto químico inorgânico de fórmula CoCO3. É encontrado na natureza no mineral spherocobaltita. Possui 42% de Co, para efeitos de uso como micronutriente em agricultura.
É sinteticamente obtido a partir da reação do nitrato de cobalto (II) Co(NO3)2.6H2O com o carbonato de sódio.